# 陈砦站
陈砦站是郑州地铁7号线的车站，位于中华人民共和国河南省郑州市金水区文化北路与北三环交叉口北侧，于2024年12月29日启用。

## 车站结构
陈砦站的主体结构位于文化北路与北三环交叉口北侧，文化北路西半幅地下，呈南北向布置。该站主体结构长301米，平均宽度22.9米，开挖深度17.63米，为地下二层车站，B1层为站厅层，B2层为7号线站台层。
| 1F  | 地面     | 所有出入口                                                       |
| B1F | 站厅     | 客服中心、自动售票机、行李检查、闸机、车站控制室、卫生间、母婴室 |
| B2F | █ 7号线  | 往东赵方向（张家村）                                             |
| B2F | 岛式站台 | 至站厅                                                           |
| B2F | █ 7号线  | 往南岗刘方向（白庙）                                             |

### 站厅
陈砦站的站厅位于B1层，设有客服中心、自动售票机、行李检查、车站控制室等设施。站厅由闸机和栏杆分隔为付费区和非付费区，付费区内设有自动扶梯、楼梯和无障碍电梯连接站台层。在站厅B口通道处设有卫生间和母婴室。

### 站台
陈砦站的B2层设一座岛式站台，安装有高站台门。站台呈南北向布置，西侧站台面由7号线下行（南岗刘方向）列车使用，东侧站台面由7号线上行（东赵方向）列车使用。

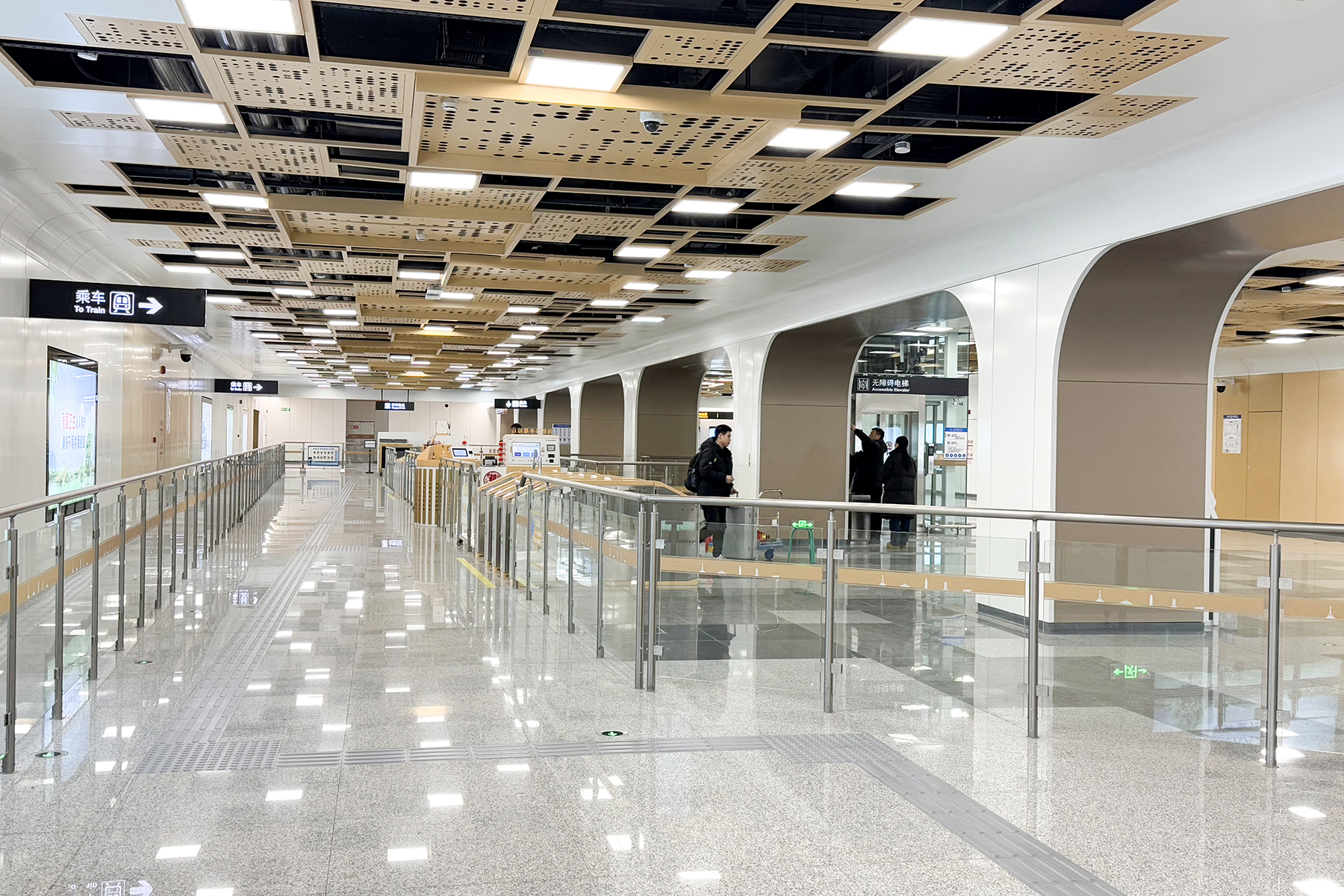
站厅
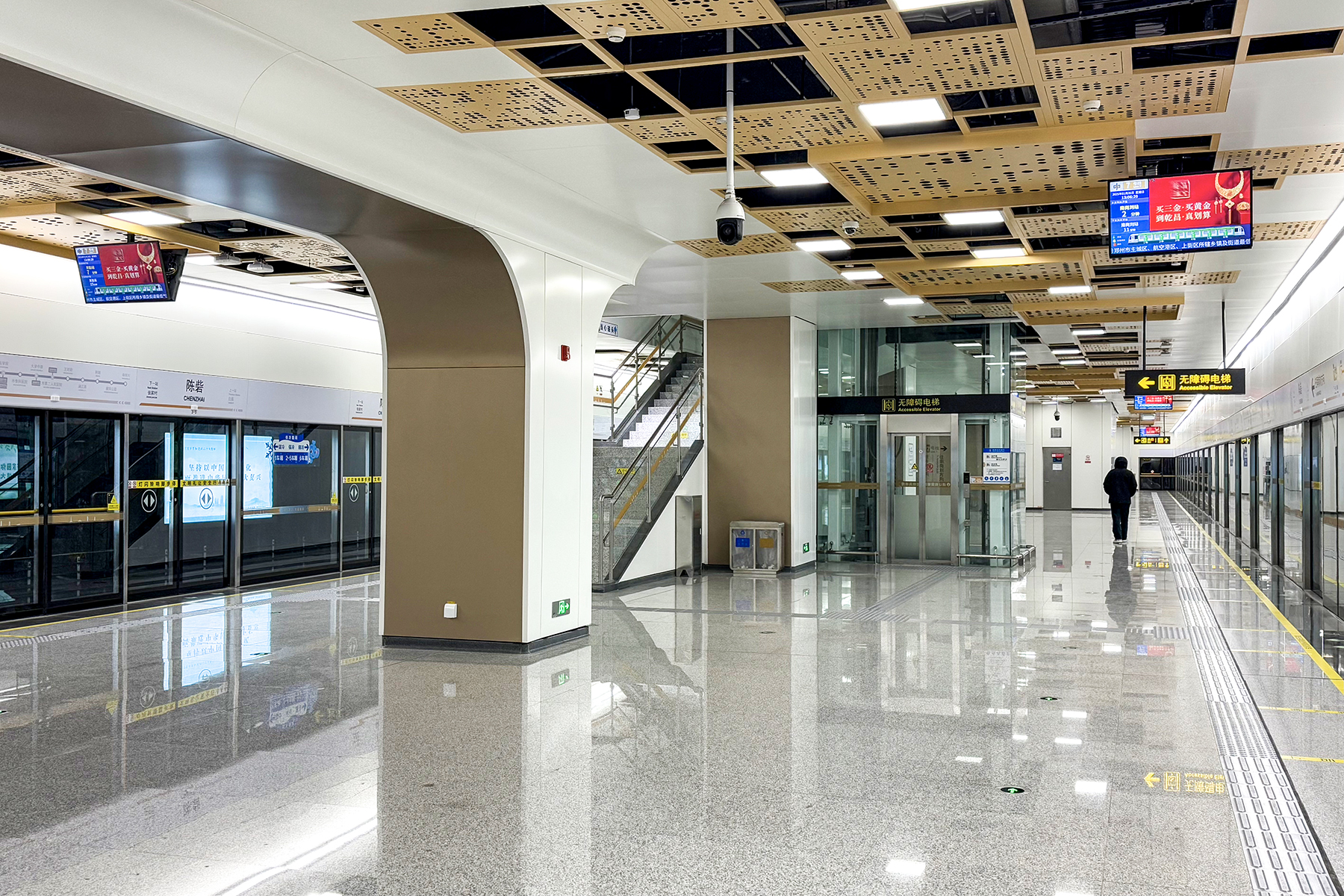
站台
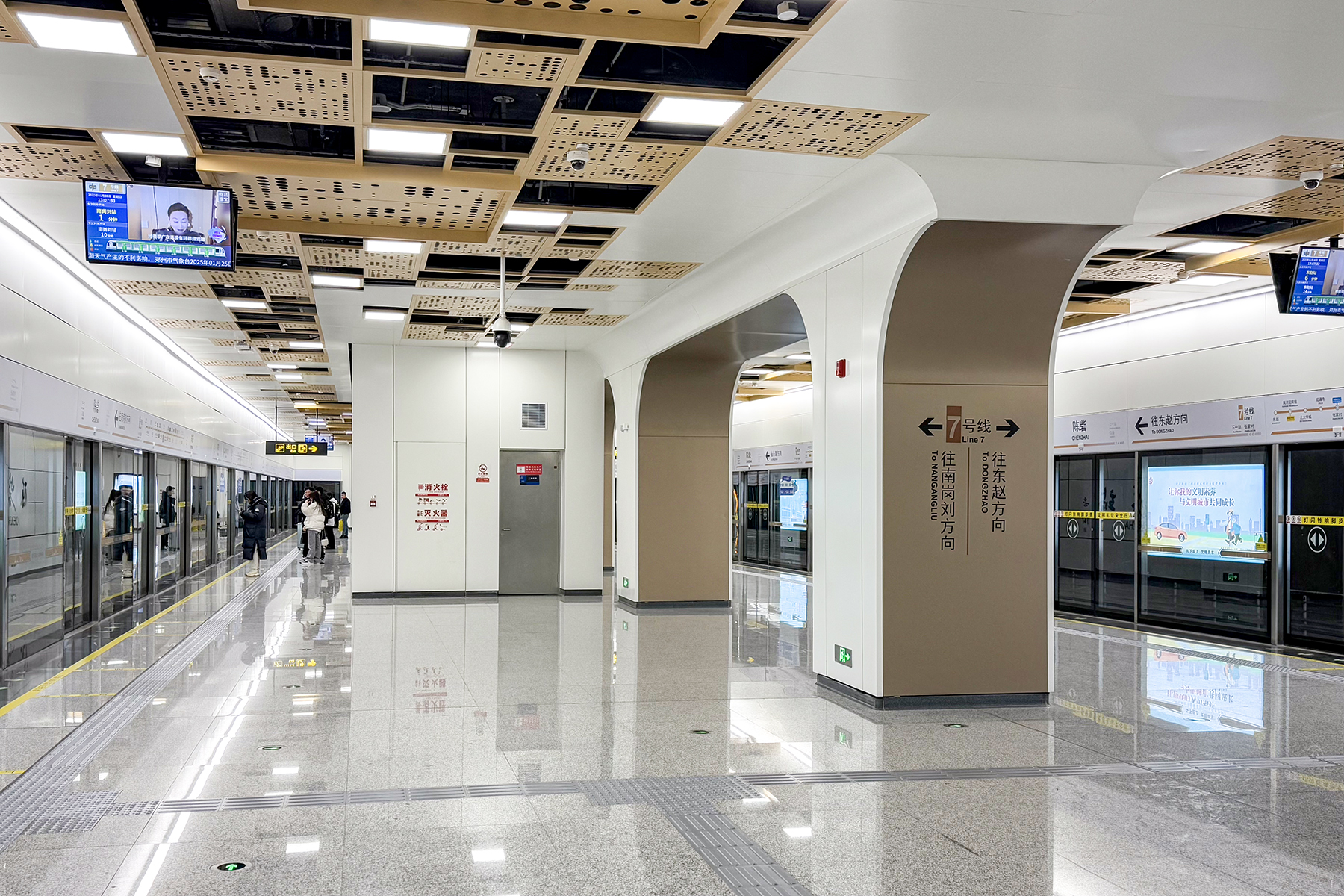
站台

### 出入口
陈砦站设4个出入口，目前开通B、C口，分别位于文化北路的西侧和东侧，连接站厅的非付费区，其中B口设有无障碍电梯。
该站已开通各出入口信息如下表所示。
| 文化路北三环 | 文化路北三环     | 文化路北三环 | 文化路北三环   | 文化路北三环 |
| 编号         | 路线             | 路线         | 路线           | 备注         |
| ------------ | ---------------- | ------------ | -------------- | ------------ |
| 6            | 东赵公交站       | ⇆            | 火车站北港湾   |              |
| 79           | 杓袁公交站       | ⇆            | 碧沙岗         |              |
| B18          | 文化路杲村公交站 | ⇆            | 民生东街正光路 |              |

| 陈寨 | 陈寨             | 陈寨 | 陈寨           | 陈寨     |
| 编号 | 路线             | 路线 | 路线           | 备注     |
| ---- | ---------------- | ---- | -------------- | -------- |
| 6    | 东赵公交站       | ⇆    | 火车站北港湾   |          |
| 79   | 杓袁公交站       | ⇆    | 碧沙岗         |          |
| B18  | 文化路杲村公交站 | ⇆    | 民生东街正光路 |          |
| Y6   | 东赵公交站       | ⇆    | 火车站北港湾   | 夜间服务 |

## 历史
陈砦站由中铁七局承建，采用明挖法施工，于2020年9月6日开始围挡施工。2024年12月29日，陈砦站随郑州地铁7号线一期开通运营而正式启用。